# タブスおばあさん
『タブスおばあさん』（Mrs.Tubbs）はイギリス出身の小説家、ヒュー・ロフティングによる絵本のシリーズ作品。また、その登場人物であるおばあさんの名前。
著者の代表作である児童文学作品『ドリトル先生』シリーズと同様、挿画も著者本人が描いている。

## 概要
『ドリトル先生』シリーズで知られる著者が1923年にアメリカ合衆国でF・A・ストークス社より出版した「タブスおばあさんと三匹のおはなし」（原題"The story of Mrs. Tubbs"）を第1作とし、1936年に続編「トミーとティリーとタブスおばあさん」（原題"Tommy Tilly and Mrs.Tubbs"）が発表された。イギリスではジョナサン・ケープより刊行されている。

## 各編のあらすじ
日本語の題名は集英社版（南條竹則訳）に従う。

### タブスおばあさんと三匹のおはなし
昔、イングランドの農場に100歳を超えるタブスおばあさんが犬のピーター・パンク、アヒルのポリー・ポンク、豚のパトリック・ピンクと共に暮らしていた。ところがある日、ロンドンに住む地主が赤ら顔をした甥を農場に住まわせることにしたと言ってタブスおばあさんと3匹を追い出してしまう。
こうしてタブスおばあさんとピンク・パンク・ポンクは農場を追い出されて行く当ても無い野宿を強いられるが、ポンクが捕まえたミズネズミの王様トミー・スキークは「逃がしてくれたら地主の甥を農場から追い出すのに協力する」と3匹に申し出る。解放されたトミーは早速ネズミの大群を招集して農場を荒らすが、地主の甥はロンドンから1000匹の猫を買い集めて反撃し、この作戦は失敗に終わる。
3匹は次に、農場の近くを流れる川に架かる橋の欄干に止まっていたツバメの女王ティリー・ツイッターに相談する。ティリーはアフリカへ渡るツバメの大群を招集し、農場を泥だらけにする作戦を試みるが地主の甥が取り寄せた猫の大群にはこの作戦も通じなかった。
もう農場を取り戻すことは出来ないのかと思われた矢先、パンクはスズメバチに追いかけられる。そこでパンクは逃げながらスズメバチの大群を農場へ誘導し、そのまま地主の甥を襲わせた。流石の甥と猫の大群もこの襲撃にはたまりかね、荷物をまとめてロンドンへ逃げ帰ってしまう。こうして、タブスおばあさんと3匹は元の農場へ帰り着いてしあわせに暮らすのであった。

### トミーとティリーとタブスおばあさん
ある夏の日、タブスおばあさんがピンク・パンク・ポンクの3匹と森の中を散歩している時に猛烈な嵐が吹いて、農場にあるタブスおばあさんの家を無残に押し潰してしまった。ピンク・パンク・ポンクは3匹で手分けしてタブスおばあさんを安全な所へ誘導するが、食べ物が無くなってしまう。ピンクは潰れてしまった家の地下室にチーズがあったことを思い出すが、それを言い出すとポンクは「あんたはどうせ、いつものようにくだらないことを思い付いたんでしょう」と発言を遮ってしまう。しかし、パンクは「くだらないことでもやってみる価値があるかもしれないから言ってみろ」とピンクに発言を促し、ピンクが言った通りに地下室からチーズを掘り出したのでおばあさんと3匹は晩ごはんを食べることが出来た。
しかし、家が潰れたままではどうにもならずポンクが困り果てていると、ツバメの女王・ティリーが飛んでいたのでポンクはティリーを呼び止め、ツバメたちを動員して木の葉の家を作ってもらう。ところが、木の葉の家は次の日の夕方に吹いた強風でまた綺麗さっぱり吹き飛ばされてしまった。ピンクは「地下室の瓦礫を取り除けばそこに住めるかも知れない」と提案し、ポンクは反対するがパンクは賛成してミズネズミの王様・トミーやその仲間たちに手伝ってもらい地下室から綺麗に瓦礫を取り除いてまだ使える家財道具を引っ張り出した。
タブスおばあさんが地下室へ降りて行ったのを見届けたピンクは1匹で農場の外へ行き、幼い兄妹に芸を見せる。兄妹はこの豚がサーカス団から逃げて来たのだと思い、後へ付いて行くとそこはタブスおばあさんの家の跡だった。兄妹は面白がって瓦礫を片付け、地下室に天井を作ってくれた。こうして、タプスおばあさんの雨にも風にも雪にも強い新しい家が完成し、アヒルのポンクが子豚の思い付きを馬鹿にすることは二度と無くなったのであった。

## 日本語訳
日本においては光吉夏弥が第1作を『もりのおばあさん』の表題で翻訳し、1954年に岩波書店より出版したものが最初の紹介であるが、ロフティング自筆の挿画は使用されず漫画家の横山隆一が挿画を担当した。
- ヒュウ・ロフティング、訳：光吉夏弥、画：横山隆一 『もりのおばあさん』 岩波書店〈岩波の子どもの本(9)〉
  - 1954年9月1日初版 ISBN 978-4-001-15109-1

岩波書店からは第2作の日本語訳は刊行されなかったが、2010年から2012年にかけてロフティングの自筆画を使用した南條竹則の新訳版（第2作は初訳）が集英社より刊行された。
- 作・画：ヒュー・ロフティング、訳：南條竹則 集英社

1. タブスおばあさんと三匹のおはなし 2010年10月31日初版 ISBN 978-4-08-781463-7
2. トミーとティリーとタブスおばあさん 2012年2月8日初版 ISBN 978-4-08-781489-7